# Onthophagus abruptus
Onthophagus abruptus là một loài bọ cánh cứng trong họ Bọ hung (Scarabaeidae).